# فاسلاند بيفيرين
نادي النجم الأحمر فاسلاند بيفيرين الملكي الرياضي لكرة القدم (بالهولندية: Koninklijke Voetbalclub Red Star Waasland-Sportkring Beveren) نادي كرة قدم بلجيكي يلعب في دوري الدرجة الممتازة. تم تأسيس النادي في عام 1936.

## روابط خارجية
- Waasland-Beveren